# Tjeerd Oosterhuis
Tjeerd-Pieter David Oosterhuis (Amsterdam, 25 december 1971) is een Nederlands muzikant, componist en muziekproducent.

## Loopbaan
Tjeerd Oosterhuis is de zoon van de theoloog en uitgetreden priester Huub Oosterhuis. Als kind trad Oosterhuis al op in musicals. Op de lagere school speelde hij de hoofdrol in De rattenvanger van Hamelen. Ook speelde hij, samen met zijn zusje Trijntje Oosterhuis in de kindermusical 'Wordt er in de ruimte ook gelezen?' van Marjan Berk.
Samen met zijn zus Trijntje formeerde Oosterhuis de band Total Touch, waarmee zij een muzikale mix brachten van 80’s, soul, 90’s, R&B, funk, pop en dance. De band ontstond in de jaren 80, in de tijd dat Tjeerd en Trijntje nog tieners waren. De samenstelling van Total Touch veranderde in de jaren diverse malen, maar broer en zus Oosterhuis waren de kern. In 1991 nam de band deel aan de Grote Prijs van Nederland en werden twee liedjes uitgebracht op de promotie-uitgave: Finalisten De Grote Prijs van Nederland 1991. Uiteindelijk brak de band door in 1996 met de singles "Touch me There" en "Somebody Else's Lover". De band verzorgde enige tijd wekelijks optredens in het Amsterdamse café 'Naar Boven' en kregen zo naamsbekendheid in het Amsterdamse live-muziekcircuit.
In 1997 richtte Oosterhuis zijn muziekproductiebedrijf "DEMP" (Double Easthouse Music Productions) op. Nadat Total Touch in 2001 werd opgeheven, legde Oosterhuis zich vooral toe op het schrijven en produceren voor anderen. Zo was hij verantwoordelijk voor het album Face to Face van Edsilia Rombley (zijn latere echtgenote) en het solodebuut Trijntje Oosterhuis van zijn zus. In 2005 schreef en produceerde hij de hit "Als Je Iets Kan Doen" van Artiesten voor Azië. De opbrengst van dit nummer kwam ten goede aan de slachtoffers van de zeebeving in de Indische Oceaan op Tweede Kerstdag 2004. Ook werkte hij samen met artiesten als Candy Dulfer, Mathilde Santing, K-otic, Gordon, Re-Play, DI-RECT, Alain Clark, Julian Thomas, Petra Berger, Hind, Henny Vrienten, Gerard Joling en Karin Bloemen.
In de daaropvolgende jaren schreef en/of produceerde hij diverse singles, soundtracks en albums met een jeugdig karakter. Zo was hij betrokken bij het Junior Eurovisiesongfestival in 2007 (Lisa, Amy en Shelley), 2009 (Ralf Mackenbach) en 2010 (Senna en Anna met 'My Family'). Voor de televisieserie S1NGLE (vanaf 2008) verzorgde Oosterhuis de titelsong "Nooit Gedacht", gezongen door Trijntje Oosterhuis. Hij produceerde twee songs van de groep Alderliefste en het album Stukken voor stukken van Mike & Thomas. In 2011 nam hij voor 'Sesamstraat de Musical' alle muziek voor zijn rekening en in 2012 verzorgde hij de muziek van het vervolg 'Elmo Is Jarig'.
Van 2011 tot 2022 schreef en produceerde Oosterhuis de albums van Kinderen voor Kinderen.
Voor de talentenjacht The voice of Holland maakte hij in september 2011 de titelsong One Thousand Voices. Deze kwam op nummer 1 in de Nederlandse Top 40. In 2012 ondersteunde hij Trijntje als jurylid voor diezelfde talentenjacht. Hierna droeg hij zorg voor het produceren van het debuutalbum van halvefinalist Sandra van Nieuwland.
In het najaar van 2015 verscheen de cd 'Om Liefde'. De muziek daarop werd in de loop der jaren gecomponeerd door Oosterhuis, op teksten van zijn vader, schrijver en theoloog Huub Oosterhuis. De liederen werden gezongen door Jan Dulles, Youp van 't Hek, Tania Kross, Paul de Leeuw, Huub van der Lubbe, Trijntje Oosterhuis en Edsilia Rombley. In het najaar bracht de IKON de special ‘Uit Liefde’ op TV. De uitzending bevatte interviews en een liveregistratie van de liederen met medewerking van het Metropole Orkest.
Vanaf 2013 waren er diverse producties voor Edsilia Rombley en Steffen Morrison. In 2018 was Oosterhuis musical director, arrangeur en producer van het project Whitney - A Tribute by Glennis Grace (Live in Concert). In 2019 begon de productie voor een nieuw album van Steffen Morrison. In juni 2022 startte Tjeerd Oosterhuis onder zijn eigen naam met het uitbrengen van pianomuziek in het neo-klassieke genre voor het Andante Piano label.
Hij schreef met anderen Dancing on the Stars voor jonge Emma Kok.

## Privéleven
Op 1 september 2006 trouwde Oosterhuis in Amsterdam met zangeres Edsilia Rombley. Het echtpaar heeft twee dochters.

## Hits en noteringen
| Hit                                | Artiest                                                           | Uitgebracht | Opmerkingen                                                                       |
| ---------------------------------- | ----------------------------------------------------------------- | ----------- | --------------------------------------------------------------------------------- |
| Spring Of Light                    | Tjeerd Oosterhuis                                                 | 2022        |                                                                                   |
| Like Daughters Do                  | Tjeerd Oosterhuis                                                 | 2022        |                                                                                   |
| Hoelang Nog?                       | Edsilia Rombley & Berget Lewis                                    | 2022        |                                                                                   |
| Zet Het Licht Op Groen             | G.R.O.E.N.                                                        | 2021        |                                                                                   |
| Soulmate                           | Numidia & Edsilia Rombley                                         | 2021        |                                                                                   |
| Rustpunt                           | Edsilia Rombley                                                   | 2021        |                                                                                   |
| Als Ik Weer Bij Jou Ben            | Edsilia Rombley                                                   | 2021        |                                                                                   |
| In Balans                          | Edsilia Rombley                                                   | 2020        |                                                                                   |
| Chale                              | Edsilia Rombley                                                   | 2020        |                                                                                   |
| Goed Voor Mij                      | Edsilia Rombley & Kenny B                                         | 2020        |                                                                                   |
| Positivity                         | Steffen Morrison                                                  | 2019        |                                                                                   |
| Als Jij Me Belooft                 | Edsilia Rombley                                                   | 2016        |                                                                                   |
| Je Leeft Vandaag                   | Jeroen van der Boom                                               | 2016        |                                                                                   |
| Do It All Again                    | Steffen Morrison                                                  | 2016        |                                                                                   |
| Touch Me There                     | Sharon Doorson                                                    | 2016        |                                                                                   |
| 1000 Mooie Wensen                  | Mylène & Rosanne                                                  | 2016        |                                                                                   |
| 1000 Goede Voornemens              | Mylène & Rosanne                                                  | 2016        |                                                                                   |
| Voor Altijd Jong                   | Kinderen voor Kinderen                                            | 2016        |                                                                                   |
| Feel Good                          | Ladies of Soul                                                    | 2015        |                                                                                   |
| MooiBoy                            | Mylène & Rosanne                                                  | 2015        |                                                                                   |
| Altijd Samen                       | Keet & Koen                                                       | 2015        |                                                                                   |
| Up Till Now                        | Ladies of Soul                                                    | 2014        |                                                                                   |
| Me & My Selfie                     | Myleène & Rosanne                                                 | 2014        |                                                                                   |
| Grijp Je Kans                      | KEET!                                                             | 2014        |                                                                                   |
| I'll Carry You                     | Ladies of Soul                                                    | 2013        |                                                                                   |
| One Life                           | Madcon ft. Kelly Rowland                                          | 2013        | Gold in Germany, #1 Norway, #6 Germany top 100                                    |
| Where Nobody's Gone Before         | Madcon ft. Estelle                                                | 2013        |                                                                                   |
| All Night                          | Join The Beat ft. John Harris & Willemijn van der Neut            | 2013        |                                                                                   |
| When You Were Mine                 | Join The Beat ft. Maruja Retana                                   | 2013        |                                                                                   |
| Double Me                          | Mylène & Rosanne (Junior Song Festival)                           | 2013        |                                                                                   |
| Jump Start The Party               | Luca Hänni                                                        | 2013        |                                                                                   |
| Shameless                          | Luca Hänni                                                        | 2013        |                                                                                   |
| Dead Or Alive                      | Natalia                                                           | 2013        |                                                                                   |
| Weightless                         | Nikita Doornbosch                                                 | 2012        |                                                                                   |
| Victory                            | Brainpower                                                        | 2012        | Soundtrack film "Thunder" (U.S.A.)                                                |
| Say Yes                            | W-inds                                                            | 2012        | Japan                                                                             |
| Tik Tak Tik                        | Femke Meines                                                      | 2012        | Winnaar Junior Songfestival 2012                                                  |
| I'm Singing                        | Sterre                                                            | 2012        | Junior Songfestival 2012                                                          |
| De Favoriete Meester               |                                                                   | 2012        | Titelsong film "Mees Kees"                                                        |
| Cry Without A Tear                 | Ben Saunders (zanger)                                             | 2012        | Winnaar The Voice Of Holland 2010                                                 |
| Just More                          | Iris Kroes                                                        | 2012        | Winnaar The Voice Of Holland 2011                                                 |
| One Thousand Voices                | Nick & Simon, Marco Borsato, Roel van Velzen & Angela Groothuizen | 2011        | Nr. 1 Dutch Charts                                                                |
| Ik Denk Aan Jou                    | Joel Lobato                                                       | 2011        | Junior Songfestival 2011                                                          |
| My Family                          | Anna & Senna                                                      | 2010        | Winnaar Junior songfestival 2009                                                  |
| Freaky like me                     | Madcon                                                            | 2010        | Goud in Duitsland, triple platina in Noorwegen                                    |
| Geef je over                       | Edsilia Rombley                                                   | 2010        |                                                                                   |
| Briefgeheim                        | Maaike Vos (X-Factor)                                             | 2010        | Titelsong film Briefgeheim                                                        |
| Ik leef mijn droom                 | Gerard Joling                                                     | 2010        | Nr. 1 in de Single top 100                                                        |
| Alweer een goal                    | Gerard Joling                                                     | 2010        | WK 2010 - nr. 6 in de Single top 100                                              |
| Madcon ft. Ameerah                 | Freaky Like Me                                                    | 2010        |                                                                                   |
| Vandaag en morgen                  | Wesley Klein                                                      | 2010        | Winnaar Popstars 2010                                                             |
| Jij                                | Wesley Klein                                                      | 2010        | Winnaar Popstars 2010                                                             |
| Click Clack                        | Ralf Mackenbach                                                   | 2009        | Winnaar Eurovision Junior Songfestival 2009                                       |
| Over Again                         | Sarah Kruez                                                       | 2009        | Winnaar ‘Deutschland sucht den Superstar’                                         |
| The sound of missing you           | Ameerah                                                           | 2009        | TJ’s candlelight remix                                                            |
| What hurts the most                | Rachel Kramer (X-Factor)                                          | 2009        | Vocal production for X-factor                                                     |
| Sterker dan Ooit                   | Antje Monteiro                                                    | 2009        | Nr. 18 Single top 100                                                             |
| Power of Xmas                      | Lisa, Amy & Shelly                                                | 2009        |                                                                                   |
| Ik ga voor jou                     | Jeroen van der Boom                                               | 2009        |                                                                                   |
| Wacht op mij                       | Jeroen van der Boom                                               | 2009        |                                                                                   |
| Memory Of Us                       | Udo                                                               | 2008        |                                                                                   |
| Nooit Gedacht                      | Trijntje Oosterhuis                                               | 2008        | Tune serie Net 5: S1NGLE                                                          |
| Nooit meer zonder jou              | Edsilia Rombley                                                   | 2007        |                                                                                   |
| On top of the world                | Edsilia Rombley                                                   | 2007        |                                                                                   |
| Vrije Tijd                         | Herman van Veen                                                   | 2007        |                                                                                   |
| Life Goes On                       | Petra Berger & Alessandro Safina                                  | 2007        |                                                                                   |
| Als je alles hebt gehad            | Gordon en Gerard Joling                                           | 2007        | Song van het tv-programma ‘Als je alles hebt gehad’                               |
| On Top of the world                | Edsilia Rombley                                                   | 2007        | Eurovisiesongfestival 2007                                                        |
| Nooit meer zonder jou              | Edsilia Rombley                                                   | 2007        | Eurovisiesongfestival 2007                                                        |
| Een keer meer dan jij              | Edsilia Rombley                                                   | 2006        |                                                                                   |
| Dan ben ik van jou                 | Edsilia Rombley                                                   | 2006        |                                                                                   |
| Toppertje                          | Tropical Danny & Guillermo                                        | 2006        | D.E.M.P. Records                                                                  |
| Ik heb de hele nacht liggen dromen | Tropical Danny & Guillermo/Wolter Kroes                           | 2006        | D.E.M.P. Records                                                                  |
| Als je iets kan doen               | Artiesten voor Azië                                               | 2005        | Project om de Aziëramp te supporten. Best verkochte single van 2005 / Alarmschijf |
| Na Vannacht                        | Maud Mulder                                                       | 2005        |                                                                                   |
| 100% Verliefd                      | Gordon & Roméo                                                    | 2003        |                                                                                   |
| Chaingang                          | Edsilia Rombley                                                   | 2002        |                                                                                   |
| Free Me                            | Edsilia Rombley                                                   | 2002        |                                                                                   |
| Girlfriend                         | Edsilia Rombley                                                   | 2002        |                                                                                   |
| Gotta let me go                    | Edsilia Rombley                                                   | 2002        |                                                                                   |
| I Just Want To Know                | Edsilia Rombley                                                   | 2002        |                                                                                   |
| I Want It All                      | Edsilia Rombley                                                   | 2002        |                                                                                   |
| I'll Be That Someone               | Edsilia Rombley & Trijntje Oosterhuis                             | 2002        |                                                                                   |
| Over And Out                       | Edsilia Rombley                                                   | 2002        |                                                                                   |
| Special Mood                       | Edsilia Rombley                                                   | 2002        |                                                                                   |
| What Have You Done To Me           | Edsilia Rombley                                                   | 2002        |                                                                                   |
| Will You Make It Allright          | Edsilia Rombley                                                   | 2002        |                                                                                   |
| Niemand                            | Gordon & Re-Play                                                  | 2002        |                                                                                   |
| Weet je dat ik van je hou          | Gordon & Re-Play                                                  | 2001        | Nr. 9 in de Single top 100                                                        |
| Where Is The Time                  | Roger Happel                                                      | 1999        |                                                                                   |
| Back in the groove                 | Total Touch                                                       | 1998        |                                                                                   |
| Do you mind                        | Total Touch                                                       | 1998        |                                                                                   |
| Ego                                | Total Touch                                                       | 1998        |                                                                                   |
| Endlessly                          | Total Touch                                                       | 1998        |                                                                                   |
| Forgive - Won't Forget             | Total Touch                                                       | 1998        |                                                                                   |
| Here 'n' Now                       | Total Touch                                                       | 1998        |                                                                                   |
| I Will Stay Around                 | Total Touch                                                       | 1998        |                                                                                   |
| I'll Say Goodbye                   | Total Touch                                                       | 1998        |                                                                                   |
| Love Me In Slow Motion             | Total Touch                                                       | 1998        |                                                                                   |
| Moment Of Truth                    | Total Touch                                                       | 1998        |                                                                                   |
| Someone Like You                   | Total Touch                                                       | 1998        |                                                                                   |
| This Way                           | Total Touch                                                       | 1998        |                                                                                   |
| Vlieg met me mee                   | Trijntje Oosterhuis                                               | 1998        | Soundtrack film Abeltje, nr. 16 in de Single top 100                              |
| Als je gaat                        | Gordon                                                            | 1997        |                                                                                   |
| Eeuwig Verleden                    | Gordon                                                            | 1997        |                                                                                   |
| Geef me de kracht                  | Gordon                                                            | 1997        |                                                                                   |
| Het levende bewijs                 | Gordon                                                            | 1997        |                                                                                   |
| Hoever wil je nog gaan?            | Gordon                                                            | 1997        |                                                                                   |
| Ik wil zo graag met je mee         | Gordon                                                            | 1997        |                                                                                   |
| Nu het zover is                    | Gordon                                                            | 1997        |                                                                                   |
| Waar ging de tijd heen?            | Gordon                                                            | 1997        |                                                                                   |
| Wat moet ik doen?                  | Gordon                                                            | 1997        |                                                                                   |
| Wilhelmus                          | Gordon                                                            | 1997        |                                                                                   |
| Jij was daar                       | Gordon ft. Berget Lewis                                           | 1997        |                                                                                   |
| Geef me de tijd                    | Gordon                                                            | 1996        |                                                                                   |
| Doo Be La Dee                      | Total Touch                                                       | 1996        |                                                                                   |
| For This Moment Only               | Total Touch                                                       | 1996        |                                                                                   |
| Friend Forever                     | Total Touch                                                       | 1996        |                                                                                   |
| Higher & Higher                    | Total Touch                                                       | 1996        |                                                                                   |
| One moment your mind               | Total Touch                                                       | 1996        | Alarmschijf                                                                       |
| Show me your smile                 | Total Touch                                                       | 1996        |                                                                                   |
| Somebody else's lover              | Total Touch                                                       | 1996        | Alarmschijf, Goud                                                                 |
| Standin' Strong, Together!         | Total Touch                                                       | 1996        |                                                                                   |
| That's what I want                 | Total Touch                                                       | 1996        |                                                                                   |
| Touch me there                     | Total Touch                                                       | 1996        | Meest gedraaide single Total Touch                                                |
| So Curious                         | Total Touch                                                       | 1996        |                                                                                   |

## Albums
| Album                        | Artiest                                | Uitgebracht | Opmerkingen                                                                |
| ---------------------------- | -------------------------------------- | ----------- | -------------------------------------------------------------------------- |
| Worden Wat Je Wil - 42       | Kinderen voor Kinderen                 | 2021        | Goud NVPI                                                                  |
| En Toen? - 41                | Kinderen voor Kinderen                 | 2020        | Goud NVPI                                                                  |
| Soul Revolution              | Steffen Morrison                       | 2020        |                                                                            |
| Reis Mee - 40                | Kinderen voor Kinderen                 | 2019        | Platina NVPI                                                               |
| Live At the Ziggo Dome 2019  | Ladies of Soul                         | 2019        |                                                                            |
| Movin' On                    | Steffen Morrison                       | 2018        |                                                                            |
| Live At the Ziggo Dome 2018  | Ladies of Soul                         | 2018        |                                                                            |
| Kom Erbij - 39               | Kinderen voor Kinderen                 | 2018        | Platina NVPI                                                               |
| Live At the Ziggo Dome 2017  | Ladies of Soul                         | 2017        |                                                                            |
| Gruwelijk Eng - 38           | Kinderen voor Kinderen                 | 2017        | Platina NVPI                                                               |
| Live At The Ziggo Dome 2016  | Ladies of Soul                         | 2016        |                                                                            |
| Voor Altijd Jong! - 37       | Kinderen voor Kinderen                 | 2016        | Platina NVPI                                                               |
| Om Liefde                    | Diverse Artiesten                      | 2015        | Liedteksten van Huub Oosterhuis                                            |
| Live At The Ziggo Dome 2015  | Ladies of Soul                         | 2015        |                                                                            |
| Raar Maar Waar - 36          | Kinderen voor Kinderen                 | 2015        | #3 best verkochte albums 2015, Platina NVPI                                |
| The Piano Ballads - Volume 1 | Edsilia Rombley                        | 2014        |                                                                            |
| Live At The Ziggo Dome 2014  | Ladies of Soul                         | 2014        | #1 iTunes Album Top 100                                                    |
| Feest - 35                   | Kinderen voor Kinderen                 | 2014        | #4 best verkochte albums 2014, Platina NVPI                                |
| Klaar Voor De Start - 34     | Kinderen voor Kinderen                 | 2013        | Platina NVPI                                                               |
| Sweet Soul Music             | Edsilia Rombley & Het Metropole Orkest | 2013        |                                                                            |
| Hallo wereld - 33            | Kinderen voor Kinderen                 | 2012        | #1 Nederlandse Album Top 100, # 6 best verkochte albums 2012, Diamant NVPI |
| And More                     | Sandra van Nieuwland                   | 2012        | #1 Nederlandse Album Top 100, #2 best verkochte albums 2013                |
| Uit Mijn Hart                | Edsilia Rombley                        | 2011        |                                                                            |
| Zo Bijzonder - 32            | Kinderen voor Kinderen                 | 2011        |                                                                            |
| Stukken                      | Mike en Thomas                         | 2009        |                                                                            |
| 300%                         | Lisa, Amy & Shelley                    | 2008        |                                                                            |
| The Essential                | Total Touch                            | 2008        |                                                                            |
| Meer Dan Ooit                | Edsilia Rombley                        | 2007        |                                                                            |
| Here And Now                 | Petra Berger                           | 2006        |                                                                            |
| Van Jongs Af Aan             | Edsilia Rombley                        | 2005        | Livealbum                                                                  |

## Prijzen
| Album/nummer                                     | Artiest                           | Jaar | Prijs                   |
| ------------------------------------------------ | --------------------------------- | ---- | ----------------------- |
| Worden Wat Je Wil - 42                           | Kinderen voor Kinderen            | 2021 | Gold                    |
| En Toen? - 41                                    | Kinderen voor Kinderen            | 2020 | Platinum                |
| Reis Mee - 40                                    | Kinderen voor Kinderen            | 2019 | Platinum                |
| Kom Erbij - 39                                   | Kinderen voor Kinderen            | 2018 | Platinum                |
| Gruwelijk Eng - 38                               | Kinderen voor Kinderen            | 2017 | Platinum                |
| Voor Altijd Jong! - 37                           | Kinderen voor Kinderen            | 2016 | Platinum                |
| Raar Maar Waar - 36                              | Kinderen voor Kinderen            | 2015 | Platinum                |
| Feest - 35                                       | Kinderen voor Kinderen            | 2014 | Platinum                |
| Klaar Voor De Start - 34                         | Kinderen voor Kinderen            | 2013 | Platinum                |
| One Life                                         | Madcon ft. Kelly Rowland          | 2013 | Gold                    |
| More, Keep Your Head Up, Beggin', New Age, Venus | Sandra van Nieuwland              | 2013 | Diamond Award           |
| Hallo wereld - 33                                | Kinderen voor Kinderen            | 2012 | Diamond, Platinum, Gold |
| Junior Songfestival '12                          | Junior Songfestival               | 2012 | Gold                    |
| Junior Songfestival '11                          | Junior Songfestival               | 2011 | Gold                    |
| RALF                                             | Ralf Mackenbach                   | 2011 | Gold                    |
| Freaky Like Me                                   | Madcon                            | 2011 | Gold                    |
| Sundays In New York                              | Trijntje Oosterhuis               | 2011 | Special Award           |
| Ik Leef Mijn Droom                               | Gerard Joling                     | 2011 | Gold                    |
| Junior Songfestival '10                          | Junior Songfestival               | 2010 | Gold                    |
| Junior Songfestival '09                          | Junior Songfestival               | 2009 | Platinum, Gold          |
| Paul de Leeuw & Symphonica in Rosso              | Paul de Leeuw                     | 2008 | 2× Platinum             |
| Junior Songfestival '08                          | Junior Songfestival               | 2008 | Gold                    |
| Junior Songfestival '07                          | Junior Songfestival               | 2007 | Gold                    |
| Als Je Iets Kan Doen                             | Artiesten voor Azië               | 2005 | Platinum                |
| The Best of Total Touch & Trijntje Oosterhuis    | Total Touch / Trijntje Oosterhuis | 2004 | Gold                    |
| Trijntje Oosterhuis                              | Trijntje Oosterhuis               | 2003 | Gold                    |
| Hoop!                                            | War Child                         | 2003 | Gold                    |
| Gordon & Re-Play                                 | Gordon & Re-Play                  | 2003 | Gold                    |
| Bulletproof                                      | K-otiC                            | 2001 | 2× Platinum             |
| This Way                                         | Total Touch                       | 1999 | 2× Platinum, Gold       |
| Total Touch                                      | Total Touch                       | 1997 | 4× Platinum, Gold       |
| Somebody Else's Lover                            | Total Touch                       | 1996 | Gold                    |
| Toppertje                                        | Guillermo & Tropical Danny        |      | Platinum ringtone award |
|                                                  | Total Touch                       |      | 5× TMF Award            |
|                                                  | Total Touch                       | 1991 | Kunstbende 1e Prijs     |

- International Standard Name Identifier: 0000 0001 3085 147X
- MusicBrainz: 1a05a363-2b16-4962-829f-e90b1d73429e
- Nederlandse Thesaurus van Auteursnamen: 298771845
- Virtual International Authority File: 300549528
- WorldCat: E39PBJr7WmFmgFjYmTmtfHmPQq